# Hasse Kjellgren
Hasse Kjellgren, född 1 november 1945 i Örgryte församling, Göteborgs och Bohus län, är en svensk kommendör i Frälsningsarmén. Han är brorson till förre chefsekreteraren för Frälsningsarmén i Sverige, överste David Kjellgren samt far till gitarristen Jörgen Kjellgren, medlem i gruppen Oh Laura.
Kjellgren blev frälsningsofficer 30 juni 1971 och gifte sig samma år med Christina Forssell, också hon från Göteborg. I Sverige var han kårledare i Strängnäs, Sollefteå, Sundsvall, Tranås, Karlstad samt i Örebro. Han arbetade även i den sociala verksamheten under ett antal år innan han 1990 blev personalsekreterare. 1996 efterträdde han Rolf Roos som fältsekreterare (FS) och befordrades till överstelöjtnant.  Hasse Kjellgren var från 1998- 2001 ledare för FA i Sydamerikas östra territorium varefter han hade samma uppgift i territoriet Schweiz, Österrike och Ungern. Han blev ledare för Frälsningsarmén i Sverige och Lettland den 1 november 2004.
25 januari 2006 meddelade Frälsningsarméns höga råd att Hasse Kjellgren var en av de fem kandidaterna till att efterträda General John Larsson. 28 januari meddelades dock att han ej blev vald utan att den engelske kommendören Shaw Clifton utsetts att efterträda den nuvarande generalen. Kommendör Kjellgren hade varit en av generalskandidaterna redan 2002 då John Larsson valdes. 
Den 1 november 2006 tillträdde kommendör Kjellgren förordnandet som internationell sekreterare med ansvar för Frälsningsarmén i Europa.
2009 återvände han till Sverige som kårledare för Söderkåren i Stockholm och pensionerades 2012.
Uppdrag utanför Frälsningsarmén inkluderar funktionen som stiftelseråd i Arbetsgruppen för Studier om Ledarskap och Organisation (AGSLO) och styrelseordförande inom S:t Lukasstiftelsen.